# Franklin Sivewright Peterson
Franklin Sivewright Peterson   (Edimburg, 24 de febrer de 1861 - Melbourne, 21 de juny de 1914), fou un músic i organista escocès.
Estudià a Dresden amb el professor K. A. Fischer i fou organista en una església de la seva ciutat natal, professor de música en el Ladies College, examinador suplent de música en la Universitat d'Edimburg i, a partir de 1901, Ormund-Professor de música en la de Melbourne.
Va publicar: Elements of music (1895); Introduction to the story of music (1897); Pianist's handbook (1899), i Catechism of music (1900), de la primera obra se'n feren diverses edicions.